# 龍興公共圖書館
龍興公共圖書館（英語：Lung Hing Public Library）是香港黃大仙區的一間小型圖書館，位於九龍黃大仙下邨龍興樓地下北翼，面積337平方米。圖書館於1989年1月28日啟用，原屬香港市政局管理，可是2000年1月1日解散後，改由康樂及文化事務署管理。

## 歷史
龍興公共圖書館前身為黃大仙公共圖書館，位於黃大仙下邨第30座地下。1984年9月，房屋署因應第30座將會重建，向市政局提出，預留同邨重建第四期的龍興樓地下作遷館之用。當時局方考慮維持黃大仙區圖書館服務，故同意遷館計劃，並以1,680港元承租舊址，直至新圖書館啟用為止。
新圖書館將以所在樓宇龍興樓命名，以便當區居民辨識圖書館所在位置。1987年6月，市政局預留約150,000港元，作為圖書館裝修及添置器材之用。最終於1989年1月28日啟用。
隨著香港市政局於2000年1月1日起解散，屬市政局轄下的龍興公共圖書館改由康樂及文化事務署管理，並整合至香港公共圖書館系統之中。
2004年5月10日，龍興公共圖書館展開為期六個月的翻新工程，直至同年12月13日重新對外開放。

## 設施及服務
圖書館面積337平方米，設有成人圖書館、兒童圖書館及報刊閱覽部。除提供圖書借閱服務之外，館內亦有互聯網、自助列印及Wi-Fi無線上網服務。

## 開放時間
| 日期                                                   | 開放時間    |
| ------------------------------------------------------ | ----------- |
| 星期一至五（星期四除外）                               | 10:00-19:00 |
| 星期四                                                 | 休息        |
| 星期六及日                                             | 10:00-17:00 |
| 公眾假期                                               | 10:00-13:00 |
| 元旦日 農曆年初一至年初三 耶穌受難日 聖誕節 聖誕節翌日 | 休息        |